# 法脿河
法脿河，位于中国云南省双柏县东部，是沙甸河右岸支流，发源于双柏县法脿镇南部的白竹山，蜿蜒向北流经法脿镇法脿村、麦地村、大庄镇尹代箐村等地，于大庄镇大庄村马街子以北汇入沙甸河。河长23.4千米，落差802米，流域面积111.2平方千米。